# 1953 v hudbě
Tento článek obsahuje události související s hudbou, které proběhly v roce 1953.

## Narození
- 6. ledna – Malcolm Young, AC/DC
- 23. března – Chaka Khan, zpěvák
- 8. května
  - Billy Burnette, Fleetwood Mac
  - Alex Van Halen, Van Halen
- 15. května – Mike Oldfield
- 20. června – Cyndi Lauper
- 31. července – Hugh MacDowell, Electric Light Orchestra
- 29. srpna – Rick Downey, Blue Öyster Cult
- 11. září – Tommy Shaw, Styx
- 14. října – Kazumi Watanabe, jazzový hudebník

## Zemřeli
- 1. ledna – Hank Williams
- 5. března – Sergej Prokofjev, hudební skladatel
- 20. dubna – Radim Drejsl, český hudební skladatel (patrně sebevražda)
- 16. května – Django Reinhardt, jazzový kytarista

## Alba
- Broadway's Best – Jo Stafford
- By the Light of the Silvery Moon – Doris Day
- Calamity Jane – Doris Day
- Country Girl – Bing Crosby
- Dean Martin Sings – Dean Martin
- Dinah Shore Sings the Blues – Dinah Shore
- Georgia Gibbs Sings Oldies – Georgia Gibbs
- Jazz at Massey Hall – The Quintet
- Kay Starr Style – Kay Starr
- May I Sing To You – Eddie Fisher
- New Concepts of Artistry in Rhythm – Stan Kenton
- Portrait Of New Orleans – Jo Stafford and Frankie Laine
- Requested By You – Frank Sinatra
- Sinatra Sings His Greatest Hits – Frank Sinatra
- Some Fine Old Chestnuts – Bing Crosby
- Songs By Tom Lehrer – Tom Lehrer
- Songs of Open Spaces – Guy Mitchell
- Starring Jo Stafford – Jo Stafford

## Hity
- domácí

- zahraniční
- Pretend — Nat King Cole